# Alfred Meyer
Pour les articles homonymes, voir Alfred Meyer (homonymie) et Meyer.
 (octobre 2014).
Si vous disposez d'ouvrages ou d'articles de référence ou si vous connaissez des sites web de qualité traitant du thème abordé ici, merci de compléter l'article en donnant les références utiles à sa vérifiabilité et en les liant à la section « Notes et références ».
Alfred Meyer, né le 5 octobre 1891 à Göttingen, mort à Hessisch Oldendorf le 11 avril 1945 , est un vétéran de la Première Guerre mondiale, un membre important du NSDAP — le parti nazi — et le secrétaire d'État au ministère du Reich aux Territoires occupés de l'Est, dit « Ost Ministerium », ainsi que le second d'Alfred Rosenberg.

## Biographie
Le père d'Alfred Meyer est un officier prussien travaillant dans l'administration.
Meyer fait des études au gymnasium de Soest avant d'entrer dans l'armée en 1911 en tant que cadet.

### Première Guerre mondiale
Il est officier sur le front de l'Ouest, est décoré de la croix de fer de seconde puis de première classe. Plusieurs fois blessé, il est capturé par les Français en avril 1917 et n'est libéré qu'en 1920. Il quitte l'armée avec le grade de capitaine pour reprendre des études de sciences politiques puis travaille pour des industries minières à Gelsenkirchen.

### Engagement politique
Il entre au NSDAP en avril 1928 et devient son dirigeant local, chef de district et élu au conseil communal. Élu au parlement de Westphalie en septembre 1930, il accède en décembre 1932 au Reichstag comme adjoint de Heinrich August Knickmann (de) et y reste jusqu'en 1945. Il exerce aussi des fonctions dans les Länder de Lippe et de Prusse.

### Seconde Guerre mondiale
Il conceptualise le Generalplan Ost avec Heinrich August Knickmann. De 1941 à novembre 1942 il est en fonction au ministère de l'économie et prend part au pillage des zones soviétiques occupées, c'est à ce titre qu'il participe à la conférence de Wannsee. Il a le rang de secrétaire d'État.
Le 11 avril 1945, il se suicide au pied du Hoenstein, sur les bords de la Weser.